# Храм на Аполон Епикур (Баса)
Храмът на Аполон Епикур в Баса е археологически обект в североизточната част на Месения. Предполага се, че е построен през 5 век пр.н.е.
Това е първият гръцки обект, вписан в Списък на Юнеско за световно наследство(1986).
Храмът е посветен на Аполон Лечителя. Построен е от Иктинос, архитектът на Храма на Хефест и Партенона. Павзаний казва, че конструкцията е издигната между 450 пр.н.е. – 425 пр.н.е.
Ориентиран е на север-юг, за разлика от повечето гръцки храмове, които са в посока изток-запад.
Храмът е необичаен, защото в него се съчават трите архитектурни стила йонийски, дорийски и коринтски.
Уникален е обаче с това, че капителът на една от колоните е най-старият запазен капител в по-късно възникналия коринтски стил.